# ASG Vorwärts Löbau
ASG Vorwärts Löbau was een Duitse legersportclub uit Löbau, Saksen die bestond tussen 1956 en 1977.

## Geschiedenis
De club werd in 1956 opgericht. In 1966 promoveerde Vorwärts naar de Bezirksliga Dresden, de derde klasse. De club eindigde meestal vooraan en miste twee keer net de promotie. Die volgde uiteindelijk in 1971. Vorwärts kon twee seizoenen het behoud verzekeren in de DDR-Liga en degradeerde in 1973/74.
Het volgende seizoen miste de club de promotie achter Vorwärts Kamenz en Fortschritt Bischofswerda. De Nationale Volksarmee trok in 1977 de sponsoring uit de club waardoor deze ontbonden werd. De spelers sloten zich voornamelijk bij Empor Löbau aan.